# Ascoli Satriano
Ascoli Satriano este o comună din provincia Foggia, regiunea Puglia, Italia, cu o populație de 5.863 locuitori (1 ianuarie 2023) și o suprafață de 336,68 km².  Numele vechi al comunei este Asculum, unde in 279 BC, regele Pyrrhus al Epirului învinge armata Republicii Romane în războiului Pyrrhic.

## Demografie
Ascoli Satriano - evoluția demografică

|  | Graficele sunt indisponibile din cauza unor probleme tehnice. Mai multe informații se găsesc la Phabricator și la wiki-ul MediaWiki. |

Date: Recensăminte sau birourile de statistică - grafică realizată de Wikipedia